# Wojmiany
Wojmiany (niem. Woymanns) – wieś w Polsce położona w województwie warmińsko-mazurskim, w powiecie bartoszyckim, w gminie Górowo Iławeckie. W latach 1975–1998 miejscowość administracyjnie należała do województwa olsztyńskiego.
W 1889 r. Wojmiany były majątkiem ziemskim o powierzchni 317 ha.
W 1983 r. Wojmiany były wsią o zwartej zabudowie z 25 domami i 112 mieszkańcami. We wsi było 28 indywidualnych gospodarstw rolnych, obejmujących łącznie areał 251 ha i hodujących 196 sztuk bydła (w tym 96 krów), 219 sztuk świń, 18 koni i 55 owiec. We wsi był punkt biblioteczny, świetlica oraz kuźnia.